# Ми — це наш мозок
«Ми — це наш мозок» (нід. «Wij Zijn Ons Brein: Van Baarmoeder Tot Alzheimer») — науково-популярна книга Діка Свааба, нідерландського нейробіолога, спеціаліста в області досліджень головного мозку, одного з засновників Нідерландського інституту головного мозку (Nederlands Instituut voor Hersenonderzoek) при Нідерландській королівській академії наук (Koninklijke Nederlandse Akademie van Wetenschappen). Автор, розглядає життя від народження до смерті, та приходить до висновку, що не людина керує своїм мозком, а навпаки, мозок, і є людина. Причому, всі дії та поведінка настільки повністю визначені мозком, що в цьому сенсі, свобода вибору — лише приємна ілюзія.

## Загальні відомості
Уперше книга вийшла 17 листопада 2010 в Нідерландах. За підсумками 2011 року вона стала бестселером, зайнявши четвертте місце в десятці найбільш продаваних книг і, як наслідок, неодноразово перевидавалась, в тому числі, й різними мовами за межами Нідерландів.

## Короткий зміст
У книзі показано, що мозок — від перших проблисків свідомості та до його смерті — повністю визначає сутність людини як біологічної істоти, та особистості. Це стосується усіх інтелектуальних підйомів та деградацій, змін психіки при шизофренії та трансформації статі при гомосексуальності, та божевільних галюцинацій при наркозалежності, екстазі релігійних переживань в молитві і навіть уявлень про свободу волі.
Крім того, в книзі розглянуто, як умови розвитку плоду впливають на життєві перспективи в майбутньому, про виникнення ембріональних спогадів (як у Сальвадора Далі чи Льва Толстого), про картини активності мозку людини, що різняться на етапах ранньої та пізньої закоханості, про проблеми пересадки серця та збереження при цьому душевної прихильності, про особливості передсмертних станів.
У своїй книзі Д. Свааб також пояснює, чому нема ніякого сенсу вірити в Бога, займатись спортом та приймати наркотики. Найголовніше — берегти та тренувати мозок. Дік Свааб рекомендує не втішатись даремно навіть щодо сенсу буття: «Життя випадково виникло та еволюціонувало та не має ніякої мети». На його думку тривалість та якість життя визначається лише двома факторами: обміном речовин та розвитком головного мозку.

## Деякі з порушених у книзі проблем

### Зв'язок ускладнень при родах з порушеннями розвитку мозку дитини
На важкі роди, часто несправедливо звалюють вину за подальші порушення функціювання мозку, наприклад, затримку розвитку чи підвищення м'язового тонусу. Насправді зв'язок є протилежним. Важкі роди, передчасні або запізнілі — це результат проблем розвитку мозку плоду в матці. Недорозвиненість мозку плоду призводить до порушень координації дій організму матері та плоду, що і є істинною причиною проблем при родах:39-41.

### Вплив культурного оточення на будову мозку
Культурне оточення перших років життя формує, які саме частини мозку використовуватимуться дорослою людиною для вирішення інтелектуальних задач. Наприклад, в залежності від того чи є ваша рідна мова японською чи європейською, голосні звуки обробляються або в лівій або в правій півкулі, незалежно від зв'язку з вашою генетикою. Або, ж, якщо доросла людина вчить іншу мову, то за неї відповідає окремий субареал в лобовій долі кори головного мозку. Але якщо дитина з самого початку росте як двомовна, дві мови використовують одні і ті ж функціональні області.
Більше того, культурне середовище, поза генетикою, прививає навіть, те як людина, окинувши поглядом, схоплює образ та його оточення. Наприклад, японці та жителі Нової Гвінеї погано відрізняють виражений на лиці страх від здивування. Китайці, на відміну від американців, звертають увагу не тільки на найбільш важливий предмет, а й на його взаємозв'язок з безпосереднім оточенням. Також, наприклад, європейці при математичних підрахунках окрім нижньої частини тім'яної частки кори мозку використовують для обробки чисел мовні системи, а китайці чи японці переважно задіюють візуально-моторні системи. Це пояснюється тим, що їх діти ростуть, вивчаючи ієрогліфи:59-60.

### Стимулюючий вплив на порушення розвитку мозку
Активно стимулюючий вплив оточення сприяє виправленню порушень розвитку мозку. Діти, на ранній стадії відставання в розвитку, наприклад, через недоїдання чи недостатньої уваги з сторони дорослих, можуть проявити різке покращення, якщо їх помістити в більш стимулююче середовище. Навіть діти з синдромом Дауна досягають непоганих результатів при інтенсивному стимулюванні з боку середовища. Розумове відставання не повинно бути причиною для ізоляції. Навпаки, слід приділяти підвищену увагу таким людям, посилюючи інтенсивність їхнього спілкування із зовнішнім світом:61.

### Про ембріональну пам'ять
Проведені дослідження встановили існування ембріональної пам'яті на звук, механічні коливання, смак та запах. Ембріональні спогади не містять деталей та зберігаються, як зараз вважається, не надто довго. Однак, очевидно, пошкодження в розвитку мозку плоду виникають не тільки через куріння, алкоголь, прийом ліків та наркотиків, але навіть через перегляд поганих телевізійних програм типу мильних опер. Вагітним жінкам варто час від часу брати в руки хороші книги та читати їх в слух своєму майбутній дитині. Тим більше, що думка не є новою і, в виді пренатальних стимулюючих програм, сформована ще в Талмуді:65.

### Вплив шкідливих речовин на розвиток мозку плоду
Такі речовини як — тютюн, алкоголь, наркотики, шкідливі речовини з навколишнього середовища, лікарські препарати, все це може призводити до не зворотних порушень в розвитку мозку. Їх називають функціональною чи поведінковою тератологією. Виявлення такого впливу є непростим через великий інтервал до моменту проявлення його результату. Тим більш, що результати впливу, типу поганій здатності до навчання або порушень сну, чи не досить специфічні, щоб напевно їх пов'язувати з конкретним отруєнням організму матері під час вагітності. Крім того, одна і та ж речовина викликає різні симптоми при впливі на різних стадіях розвитку плоду. Тим не менше, однозначно негативний вплив подібних речовин вважається встановленим:70-78.

## Критика
Критичні висловлювання шодо книги Д. Свааба стосуються низки аспектів. Одним із них, наприклад, є думка, що вислів «Ми — це наш мозок», має філософський характер. Мається на увазі, що вислів стосується дисципліни, в якій автор не є спеціалістом і тому не достатньо авторитетний. Одночасно, Альва Ное — профессор філософії Каліфорнійського університету в Берклі, в своїй книзі «Ми — це наш мозок?» (гол. нід. We zijn toch geen brein?), вважає, що Дік Свааб занижує нашу свідомість та життєвий досвід до відчуттів, що є значною помилкою, бо діяльність мозку та свідомість, на його думку, не можна пояснити лише функціюванням нервової системи.